# Еміліо Суарес
Еміліо Лєокадіо Суарес Агреда (ісп. Emilio Leocadio Suárez Agreda; нар. 16 жовтня 1968, Тукупіта, штат Дельта-Амакуро) — венесуельський борець греко-римського та вільного стилів, бронзовий призер Панамериканських ігор, срібний та бронзовий призер Центральноамериканських і Карибських ігор, чемпіон Південноамериканських ігор, дворазовий чемпіон Боліваріанських ігор з греко-римської боротьби, срібний призер Центральноамериканських і Карибських ігор з вільної боротьби, учасник Олімпійських ігор у змаганнях з греко-римської боротьби.

## Життєпис
Боротьбою почав займатися з 1989 року. 
Виступає за борцівський клуб Тукупіти. Тренер — Константин Александру.

## Спортивні результати на міжнародних змаганнях

### Виступи на Олімпіадах
| Змагання                    | Збірна    | Вагова категорія                  | Місце |
| --------------------------- | --------- | --------------------------------- | ----- |
| Літні Олімпійські ігри 1996 | Венесуела | греко-римська боротьба, до 100 кг | 15    |

### Виступи на Чемпіонатах світу
| Змагання                        | Збірна    | Вагова категорія                  | Місце |
| ------------------------------- | --------- | --------------------------------- | ----- |
| Чемпіонат світу з боротьби 1995 | Венесуела | греко-римська боротьба, до 100 кг | 26    |
| Чемпіонат світу з боротьби 1997 | Венесуела | греко-римська боротьба, до 97 кг  | 21    |

### Виступи на Панамериканських чемпіонатах
| Змагання                                   | Збірна    | Вагова категорія                  | Місце |
| ------------------------------------------ | --------- | --------------------------------- | ----- |
| Панамериканський чемпіонат з боротьби 1984 | Венесуела | греко-римська боротьба, до 100 кг | 4     |
| Панамериканський чемпіонат з боротьби 1993 | Венесуела | вільна боротьба, до 100 кг        | 5     |
| Панамериканський чемпіонат з боротьби 1994 | Венесуела | греко-римська боротьба, до 100 кг | 4     |

### Виступи на Панамериканських іграх
| Змагання                  | Збірна    | Вагова категорія                  | Місце  |
| ------------------------- | --------- | --------------------------------- | ------ |
| Панамериканські ігри 1995 | Венесуела | греко-римська боротьба, до 100 кг | Бронза |
| Панамериканські ігри 1999 | Венесуела | греко-римська боротьба, до 97 кг  | 5      |

### Виступи на Південноамериканських іграх
| Змагання                       | Збірна    | Вагова категорія           | Місце  |
| ------------------------------ | --------- | -------------------------- | ------ |
| Південноамериканські ігри 1994 | Венесуела | вільна боротьба, до 100 кг | Золото |

### Виступи на Боліваріанських іграх
| Змагання                 | Збірна    | Вагова категорія                  | Місце  |
| ------------------------ | --------- | --------------------------------- | ------ |
| Боліваріанські ігри 1993 | Венесуела | греко-римська боротьба, до 100 кг | Золото |
| Боліваріанські ігри 1997 | Венесуела | греко-римська боротьба, до 97 кг  | Золото |

### Виступи на Центральноамериканських і Карибських іграх
| Змагання                                     | Збірна    | Вагова категорія                  | Місце  |
| -------------------------------------------- | --------- | --------------------------------- | ------ |
| Центральноамериканські і Карибські ігри 1993 | Венесуела | греко-римська боротьба, до 100 кг | Срібло |
| Центральноамериканські і Карибські ігри 1993 | Венесуела | вільна боротьба, до 100 кг        | Срібло |
| Центральноамериканські і Карибські ігри 1998 | Венесуела | греко-римська боротьба, до 96 кг  | Бронза |

### Виступи на інших змаганнях
| Змагання                                                             | Збірна    | Вагова категорія                  | Місце  |
| -------------------------------------------------------------------- | --------- | --------------------------------- | ------ |
| Панамериканський Олімпійський кваліфікаційний турнір з боротьби 1996 | Венесуела | греко-римська боротьба, до 100 кг | Срібло |